# Real Humans
Real Humans (titolo in svedese: Äkta människor) è una serie televisiva svedese di fantascienza del 2012. La vicenda è ambientata in una realtà alternativa odierna della Svezia dove sono ampiamente diffusi dei robot umanoidi, utilizzati come lavoratori e domestici. La trama segue gli effetti emotivi da ciò provocati in due famiglie, oltre alle vicende di un gruppo di robot che sono riusciti ad ottenere una libera volontà e cercano di liberarsi dalla dipendenza degli umani.
Il primo episodio è stato trasmesso dal primo canale della televisione svedese il 22 gennaio 2012. La serie è stata scritta da Lars Lundström e diretta da Harald Hamrell e Levan Akin, venendo distribuita in circa 50 paesi, inclusi Australia, Francia, Germania, e Corea del Sud. È stato anche prodotto un remake in lingua inglese della serie: Humans.

## Ambientazione
La storia è ambientata nella Svezia contemporanea, in un universo parallelo, in cui si sta diffondendo l'uso a livello di consumo degli androidi. Questi, conosciuti come hubot, vengono utilizzati come domestici, operai nei lavori pesanti e ripetitivi, e a scopo di compagnia. Mentre molte persone accettano con entusiasmo questa nuova tecnologia, altri sono spaventati da quello che potrebbe accadere quando gli umani venissero totalmente rimpiazzati come lavoratori, compagnia, genitori, educatori, e perfino amanti. È sorto il movimento politico di tendenze moderate Äkta människor (Veri umani), contrario alla diffusione degli hubot, e alcuni dei suoi membri più estremisti usano i termini spregiativi di Bambole, Pacman o Teste di Windows per riferirsi agli hubot.
Ci sono dei modelli specifici progettati per svolgere varie funzioni, e ogni modello possiede differenti caratteristiche. Gli hubot sono programmati per riconoscere il loro proprietario e ubbidire ai suoi comandi e possono imparare nuove abilità e apprendere nuove nozioni attraverso l'osservazione degli umani. Essi sono altamente diffusi in molte fabbriche, specie nel compimento di azioni ripetitive, dove hanno sostituito la presenza degli umani.
Benché siano stati progettati per apparire esteriormente umani in ogni senso, gli hubot sono comunque facili da riconoscere poiché hanno una pelle chiara senza difetti, capelli lucenti e occhi innaturalmente brillanti (di solito di colore blu). Tutti gli hubot hanno anche una porta USB dietro il collo, che viene utilizzata per inserire i dati e programmarli. Il bottone per attivarli o disattivarli è situato sotto l'ascella sinistra, dove si trova anche un cavo elettrico per la ricarica. Gli hubot hanno bisogno solo dell'elettricità per sopravvivere e necessitano di regolari ricariche, durante le quali entrano in uno stato simile al sonno. La loro pelle è simile alla pelle umana e mantiene stabile la temperatura corporea umana, ma sotto di essa vi sono dei componenti di metallo che contengono un fluido lubrificante blu.
Gli hubot sono progettati per essere docili e ubbidienti e sono programmati con una serie di regole chiamate Protocolli di Asimov, che impediscono loro di fare del male agli umani. Tuttavia, alcuni di essi sono stati modificati, permettendo loro di superare i protocolli, per renderli più efficaci come amanti o guardie del corpo. Queste pratiche sono illegali in Svezia e coloro che le applicano sono conosciuti come "home-brewers". Una piccola sezione della polizia, conosciuta come "E-HURB", ha l'incarico di investigare sui crimini collegati agli hubot.
L'attività sessuale tra umani e hubot è tabù, anche se non infrequente, e molti hubot sono programmati per svolgerla limitatamente. Coloro che ricercano relazioni sessuali con gli hubot sono definiti in modo canzonatorio come "hubbisar" ("hubbies" nella traduzione inglese). Esiste anche un mercato sotterraneo di hubot a scopo di prostituzione.
Inoltre, alcuni hubot (quelli riprogrammati dallo scienziato David Eischer, che li considera come suoi "figli") sembrano aver iniziato a provare dei sentimenti e dei desideri; la riprogrammazione ha permesso loro di sviluppare una libera volontà e il loro obiettivo è quello di ottenere l'indipendenza dagli umani. Tuttavia, essi sono spesso ancora semplici e ingenui e talvolta non riescono a comprendere le sfumature del complesso comportamento umano.
Secondo Lars Lundström gli hubot nella serie possono inoltre simboleggiare, tra l'altro, l'immigrazione illegale, i matrimoni omosessuali e le politiche sull'occupazione, e vi è anche un parallelo con il luddismo e la xenofobia.

## Trama
Lo show segue contemporaneamente diversi personaggi intrecciando diverse storie con un parziale uso dei flashback. Questi personaggi sono approssimativamente suddivisi in dieci sottotrame distinte di persone/gruppi/famiglie, intorno alle quali ruota la storia in ogni episodio.
- Famiglia Engman: Hans e Inger Engman con i loro tre figli.
- Lennart Sollberg: il padre di Inger, che vive da solo con due hubot badanti.
- Il vicino degli Engman: Roger, che vive da solo dopo che la moglie lo ha lasciato e odia progressivamente sempre di più gli hubot.
- La moglie del vicino degli Engman: Theresa, che lascia Roger e si stabilisce in una nuova casa col figlio Kevin e l'hubot di famiglia.
- Primo gruppo dei "figli" di Eischer: gli hubot dotati di libera volontà, sotto la guida di Niska, costantemente in fuga.
- Secondo gruppo dei "figli" di Eischer: Leo e un hubot di Eischer che si è separato dal primo gruppo per andare alla ricerca della hubot Mimi dopo che è stata rapita.
- Jonas e il negozio di hubot, diretto da Jonas Boberg, che è segretamente in contatto con i ladri e riprogrammatori di hubot.
- Silas: è un ladro di hubot e lavora in un magazzino nascosto insieme ad un assistente hubot; riprogramma gli androidi e li rivende al mercato nero.
- I detective della sezione E-HURB: Ove e Bea, che danno la caccia al primo gruppo degli hubot inseguendoli nella loro fuga.
- Servizi segreti, che stanno autonomamente cercando gli hubot di Eischer.

## Personaggi e interpreti

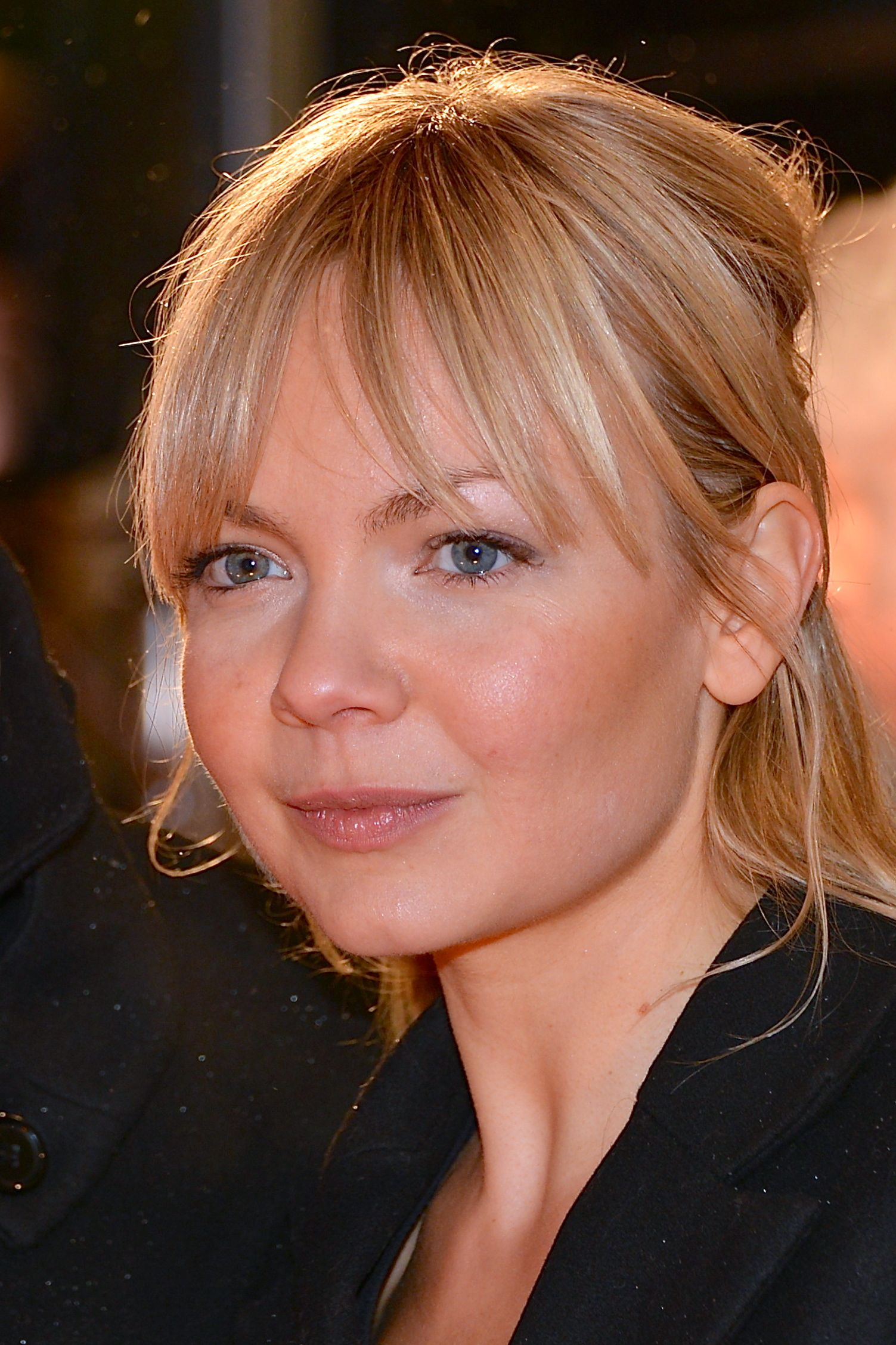
Marie Robertson che interpreta Bea

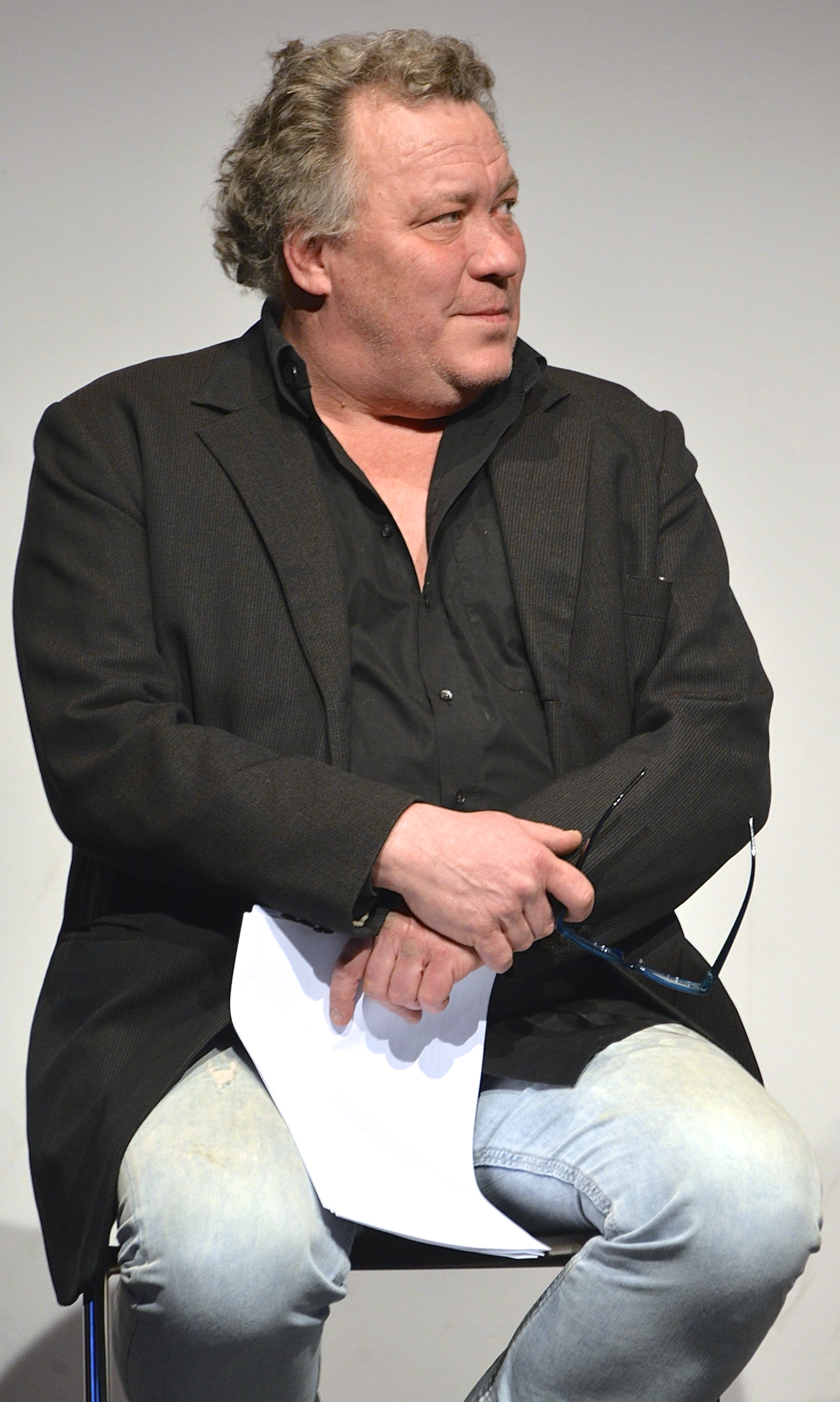
Leif Andrée che interpreta Roger

### La famiglia Engman
- Inger Engman, interpretata da Pia Halvorsen. È un avvocato, impegnata duramente in uno studio legale.
- Hans Engman, interpretato da Johan Paulsen. È il marito di Inger.
- Matilda Engman, interpretata da Natalie Minnevik. È la figlia maggiore e lavora in un supermercato.
- Tobias Engman (soprannominato "Tobbe"), interpretato da Kåre Hedebrant. È il secondo figlio e fa lo studente.
- Sofia Engman, interpretata da Aline Palmstierna. È la figlia minore.
- Lennart Sollberg, interpretato da Sten Elfström. È l'anziano padre di Inger e vive da solo con il suo badante hubot.
- Odi, interpretato da Alexander Stocks. È l'hubot badante di Lennart, molto amato da lui.
- Vera, interpretata da Anki Larsson. È una hubot meno intelligente progettata per occuparsi della salute di Lennart.
- Anita, interpretata da Lisette Pagler. È una hubot che Hans acquista per la famiglia (in realtà è Mimi, una degli hubot di David Eischer, rapita e riprogrammata).

### I "figli" di David Eischer
- Leo Eischer, interpretato da Andreas Wilson. È il figlio di David (nei flashback Leo a 10 anni è interpretato da Romeo Altera).
- Niska, interpretata da Eva Röse. È la principale assistente hubot di David Eischer, di fatto è la guida degli hubot "liberi".
- Mimi, interpretata da Lisette Pagler. È una hubot dotata di libera volontà che sembra provare sentimenti per Leo (viene rapita e riprogrammata - vedi Anita).
- Fred, interpretato da David Lenneman. È un hubot dotato di libera volontà.
- Gordon, interpretato da André Sjöberg. È un hubot dotato di libera volontà.
- Flash (Florentine), interpretata da Josephine Alhanko. È una hubot dotata di libera volontà.
- Marylyn, interpretata da Saunet Sparell. È una hubot dotata di libera volontà.
- Max, interpretato da Christopher Wagelin. È un hubot che non è ancora dotato di libera volontà.

### I vicini degli Engman
- Therese, interpretata da Camilla Larsson. È la vicina degli Engman e un'amica di Inger.
- Roger, interpretato da Leif Andrée. È il marito di Therese e il padre adottivo di Kevin; lavora in una fabbrica ed è scettico riguardo agli hubot.
- Kevin, interpretato da Fredrik Silbersky. È il figlio di Therese.
- Rick, interpretato da Johannes Bah Kuhnke. È l'hubot di Therese.

### Altri personaggi importanti
- David Eischer, interpretato da Thomas W. Gabrielsson. È il padre di Leo e il programmatore che ha creato il codice che permette agli hubot di ottenere una libera volontà.
- Beatrice "Bea" Novak, interpretata da Marie Robertson. È una detective della sezione E-HURB e potrebbe avere un segreto nel suo passato.
- Ove Holm, interpretato da Ola Wahlström. È un detective della sezione E-HURB.
- Malte Koljonen, interpretato da Jimmy Lindström. È un attivista anti-hubot dal carattere instabile.
- Pilar, interpretata da Anna Sise. È la migliore amica di Therese e lavora in una palestra.
- Bo, interpretato da Rennie Mirro. È l'hubot di Pilar.
- Jonas Boberg, interpretato da Måns Nathanaelson. proprietario del negozio di hubot "Hubot Market".
- Arnold, interpretato da Dan Ekdahl. È l'hubot di Jonas.
- Silas, interpretato da Peter Viitanen. È un ladro, trafficante e modificatore illegale di hubot.
- Eva, interpretata da Ellen Jelinek. È la moglie del vicario e non ama gli hubot.
- Henning, interpretato da Shebly Niavarani. È il principale di Inger Engman allo studio legale.
- Magnus, interpretato da Niklas Jarneheim. È un collega di Inger Engman allo studio legale.

## Episodi
È stata commissionata una seconda stagione ed il primo episodio è stato trasmesso il 1º dicembre 2013 sul primo canale della televisione svedese.
| Stagione         | Episodi | Prima TV Svezia | Prima TV Italia |
| ---------------- | ------- | --------------- | --------------- |
| Prima stagione   | 10      | 2012            | inedita         |
| Seconda stagione | 10      | 2013-2014       | inedita         |

## Accoglienza
Il programma ha ricevuto delle recensioni entusiastiche. Charlie Jane Anders su Io9 lo descrive come "sorprendentemente bello", "inquietante" e "molto spaventoso". The Australian lo definisce "la migliore fantascienza da molto tempo sul piccolo schermo". Joe Hubris afferma che si tratta del migliore programma sugli androidi dopo Blade Runner. Silvia Brancato scrive nella sua recensione che si tratta di "uno show di altissima qualità, che può davvero fare invidia alla televisione americana. Ogni aspetto artistico è curato nel dettaglio e contribuisce a rendere coerente e convincente il mondo di Real Humans." Cécilia Hopital scrive su L'Express che "Real Humans ci interpella su delle tematiche che sono assolutamente umane: la libertà, l'indignazione, la paura, la vecchiaia, la solitudine, il sesso, l'incertezza, l'amore... e ci conduce in un universo sfasato, inquietante e alla fine rinfrescante. Una serie intelligente, lontana dagli stereotipi.".
La serie è stata inserita nella selezione ufficiale dell'edizione del 2013 del Roma Fiction Fest, e ne è stata trasmessa un'anteprima il 30 settembre 2013. Essa ha vinto inoltre l'edizione del 2013 del Prix Italia come "migliore serie televisiva" e in aggiunta ha ricevuto il Premio Speciale della giuria degli Studenti.

## Adattamenti
I diritti per una versione in lingua inglese del programma sono stati venduti, prima della trasmissione del primo episodio nella versione originale, alla casa di produzione inglese Kudos Film & Television, con i diritti di distribuzione acquisiti dalla Shine Limited. La produzione di un remake dal titolo Humans è stata ufficialmente confermata nel mese di settembre 2014 per l'emittente britannica Channel 4 e l'emittente statunitense AMC. La messa in onda è prevista dal mese di giugno 2015.

## Curiosità
- Il video musicale Remains, musicato da Jed Whedon (fratello di Joss Whedon) e pubblicato su YouTube il 12 ottobre 2010,[17] ispirato alla serie televisiva statunitense Dollhouse, presenta una situazione simile a quella descritta nella serie "Äkta människor".[18]